# Vịnh Cửa Lục

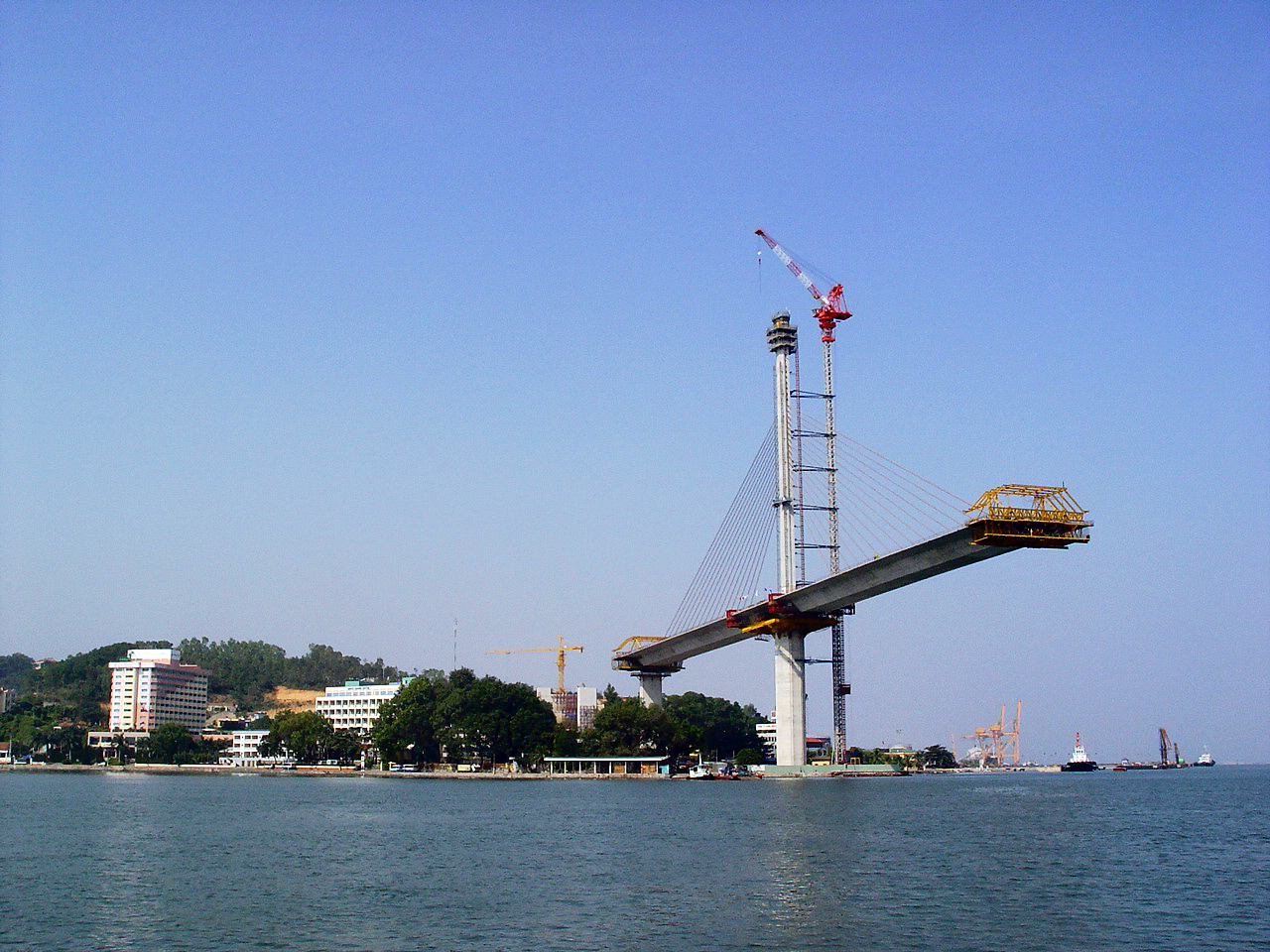
Eo Cửa Lục, cửa ra vào vịnh Cửa Lục tại thời điểm cuối năm 2005 khi cầu Bãi Cháy còn đang trong quá trình thi công

Vịnh Cửa Lục là một vịnh nằm trong đất liền ở thành phố Hạ Long, tỉnh Quảng Ninh. Vịnh chỉ rộng 18 km² và chỗ sâu nhất chỉ 17 m. Phía bờ tiếp giáp với Hoành Bồ có nhiều vũng nhỏ hẹp ăn sâu vào đất liền. Một số sông nhỏ trút nước vào vịnh này như sông Diễn Vọng, sông Trới, sông Đồng Giang...
Cửa Lục (còn gọi là eo Cửa Lục hoặc sông Cửa Lục) thông ra vịnh Hạ Long chỉ rộng chừng 1 km. Trước đây, việc đi lại qua hai bờ cửa vịnh phải phụ thuộc vào phà Bãi Cháy. Từ cuối năm 2006, cầu Bãi Cháy được xây dựng xong tạo thuận lợi đáng kể cho việc qua lại hai bên bờ eo biển Cửa Lục.
Cửa Lục hiện nay còn là tên của một con phố tại phường Cao Xanh, thành phố Hạ Long.